# 九月四日路
九月四日路（Rue du Quatre-Septembre）是法国巴黎第二区的一条街道，位于巴黎市中心。它东起薇薇安路（rue Vivienne，交易所旁），西到歌剧院广场。 
此路得名於1870年9月4日法蘭西第三共和國建立。 